# Gerard Piqué i Bernabeu
Gerard Piqué i Bernabeu   (Barcelona, 2 de febrer de 1987) és un exfutbolista i empresari català, que va jugar de defensa central al Futbol Club Barcelona. Es va formar a les categories inferiors del club, i abans de tornar al Barça l'any 2008, va jugar al Manchester United FC i al Reial Saragossa. És un dels quatre futbolistes que, juntament amb Marcel Desailly, Paulo Sousa i Samuel Eto'o, ha guanyat la UEFA Champions League dos anys seguits amb dos equips diferents. Va ser internacional amb la selecció catalana i també amb  Espanya.
El 2011 va començar una relació amb la cantant Shakira, amb qui té dos fills, que duraria fins a la seva separació el 2022.
El 3 de novembre de 2022 anuncià que deixaria de jugar a futbol i de ser jugador del Futbol Club Barcelona el dissabte següent, dia 5 de novembre.

## Carrera de club

### Primers anys
Tot i que va néixer a Barcelona, des de petit ha passat llargues temporades a Sant Guim de Freixenet, població d'on són originaris el seu pare i la seva àvia. També estiuejava a Boldís Jussà, un petit poble del Pallars Sobirà.
Net de l'exdirectiu del FC Barcelona Amador Bernabeu, Piqué va iniciar la seva carrera futbolística al planter del club blaugrana, on va passar per totes les categories inferiors. L'any 2004, quan jugava amb els juvenils, el Manchester United FC el va fitxar sense haver de pagar traspàs, pel fet de ser un jugador no professional.

### Manchester United
Va debutar amb el primer equip del Manchester United l'octubre de 2004 substituint a John O'Shea en la victòria de l'equip red per 0-3 contra el Crewe Alexandra FC, en la tercera ronda de la Carling Cup. Va firmar el segon contracte amb els anglesos el febrer de 2005, després de tenir diverses bones actuacions en l'equip filial dels de Manchester. El seu debut com a titular en el primer equip va arribar el 26 de març de 2006, en un partit de Barclays Premier League davant del West Ham United.

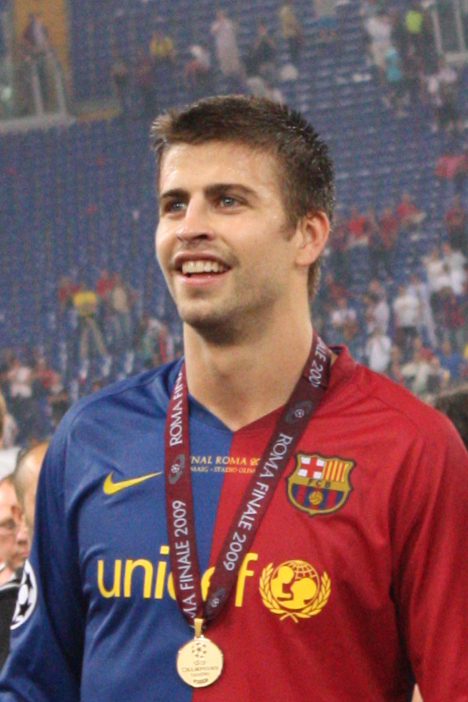
Piqué, el 2009, després de la final de la Lliga de Campions.

### Pas pel Reial Saragossa
Durant l'estiu de 2006, el Manchester United i el Reial Saragossa van arribar a l'acord de cedir Piqué per una temporada. Va jugar 22 partits com a titular, formant el centre de la defensa juntament amb Gabriel Milito tot i que també va ser solvent com a migcentre defensiu.

### Retorn al Manchester United
Després de fer una bona temporada a Espanya, Piqué va tornar al Manchester United. El 7 de novembre de 2007 va marcar el primer gol a la UEFA Champions League contra el Dinamo de Kiev, en la fase de grups. Va tornar a marcar en aquesta competició el 12 de desembre contra l'AS Roma. Va ser la temporada en què va aconseguir el títol de la Premier League i la Lliga de Campions.

### Retorn al FC Barcelona
El 27 de maig de 2008, Piqué va firmar un contracte de quatre anys amb el Barça amb una clàusula de 50 milions d'euros.

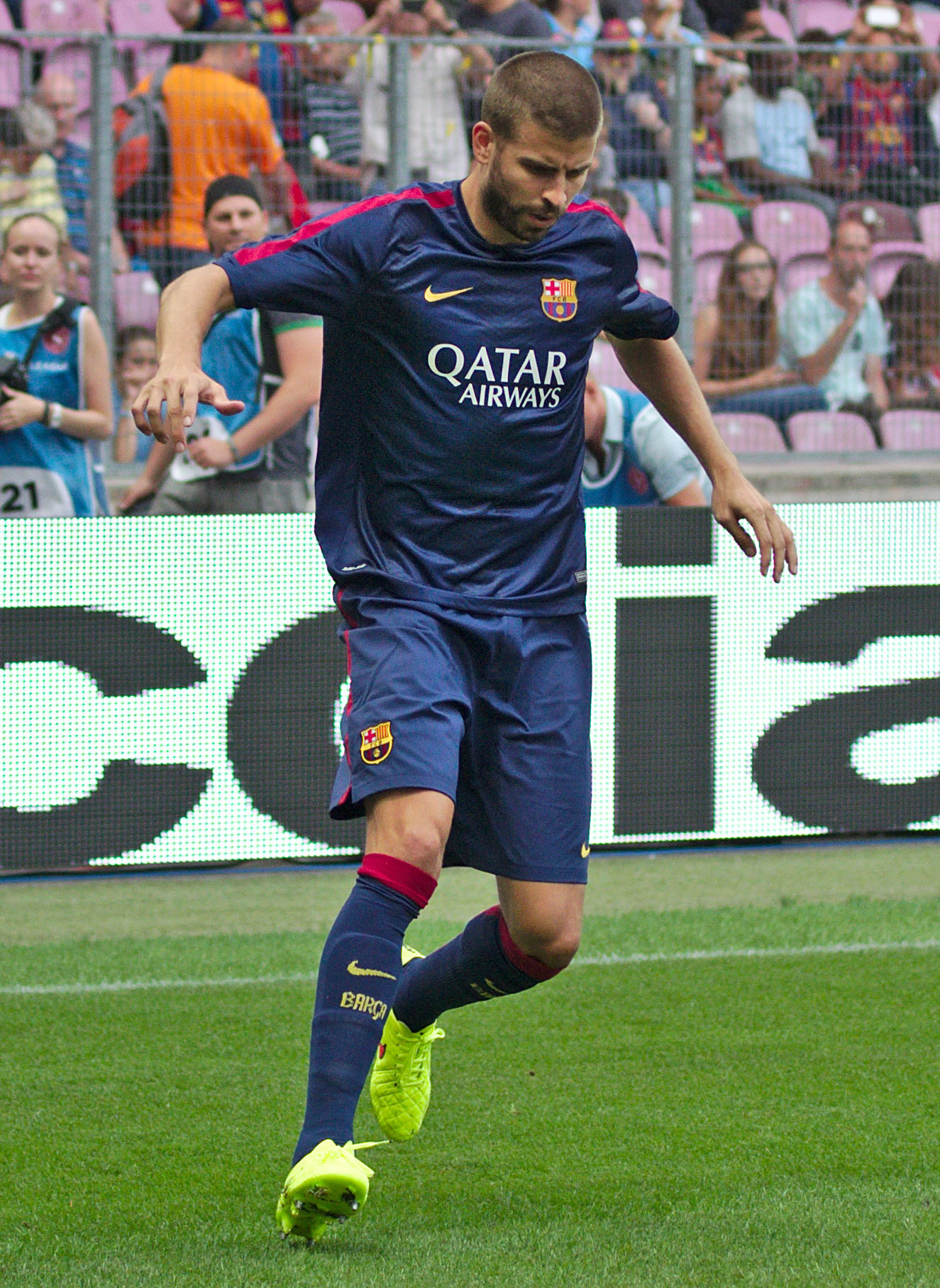
Gerard Piqué abans d'un partit contra el Napoli al Camp Nou, 2014

De la mà de Josep Guardiola, Piqué va esdevenir un dels actius més importants per a la defensa blaugrana. El 2 de maig de 2009 va marcar l'històric sisè gol en el 2 a 6 contra el Reial Madrid a l'Estadi Santiago Bernabéu. El 13 de maig de 2009 va ser titular en la final de la Copa del Rei, que van guanyar contra l'Athletic Club de Bilbao per un rotund 1-4. El 16 de maig de 2009 va guanyar la Lliga Espanyola, el seu primer títol en la primera divisió Espanyola. Va guanyar matemàticament gràcies al fet que el Reial Madrid va perdre contra el Vila-real CF per un 2-3. El 27 de maig de 2009 va formar part de l'onze titular en la disputa per la Champions contra el Manchester United FC a Roma. L'equip va guanyar amb un 2-0 el que mai cap equip català ni de la lliga espanyola havia aconseguit: fer el triplet, Copa del Rei, Lliga i Champions.
El 28 d'agost de 2009 va jugar com a titular al partit de la Supercopa d'Europa contra el Xakhtar Donetsk que el Barça guanya per 1-0 a la pròrroga, gràcies a un gol de Pedro. El 23 d'agost de 2009 va guanyar la tornada de la Supercopa d'Espanya amb el conjunt blaugrana. Aquest cop va ser per un 3-0 contra l'Athletic Club.
El 19 de desembre de 2009 va ser titular, com de costum, en la disputa del Campionat del Món de Clubs a Abu-Dhabi. Van vèncer a l'Estudiantes per un 2-1 a la pròrroga convertint-se així en el primer i, per ara, únic equip a la història en aconseguir els sis títols possibles: Copa, Lliga, Champions, Supercopa d'Espanya, Supercopa d'Europa i Campionat del Món de Clubs en un any natural.
El 27 de maig de 2013, entrà a la llista de 26 preseleccionats per Vicente del Bosque per disputar la Copa Confederacions 2013, i posteriorment el 2 de juny, entrà a la llista definitiva de convocats per aquesta competició.
L'11 de desembre de 2013 va marcar el gol número 1000 del FC Barcelona en competicions internacionals, en el partit FC Barcelona - Celtic de Glasgow, de la primera fase de la Lliga de Campions de la UEFA.
El 20 de maig de 2014 el FC Barcelona va anunciar la renovació del seu contracte amb el club per quatre temporades addicionals, i que el vincula amb el club fins a la temporada 2018/19. El 6 de juny de 2015 formà part de l'equip titular del Barça que va guanyar la final de la Lliga de Campions 2015, a l'Estadi Olímpic de Berlín per 1 a 3, contra la Juventus de Torí.
L'11 d'agost de 2015 va jugar, com a titular, al partit de la Supercopa d'Europa 2015, a Tbilissi, en què el Barça va guanyar el Sevilla CF per 5 a 4.
El 20 de desembre del 2015, Piqué va jugar la final del Campionat del Món de Clubs de futbol 2015 contra el club argentí River Plate a Yokohama, amb victòria del Barcelona per 3-0.
El 18 de gener del 2018, Piqué va tornar a ampliar el seu contracte, aquesta vegada fins al 2022. El 25 d'agost del 2019, va jugar els 90 minuts en una victòria per 5-2 contra el Real Betis, el seu partit 500 amb el club.
El 20 d'octubre del 2020, Piqué va signar una ampliació de contracte que el mantindria en el club fins al 20 de juny del 2024, fixant la seva clàusula de rescissió en 500 milions d'euros.
El 3 de març del 2021, Piqué va marcar un gol de cap en l'últim minut de les semifinals de la Copa del Rei contra el Sevilla, empatant el marcador global per enviar el partit a la pròrroga; el Barça va guanyar el partit per 3-0 (després del temps afegit) i va avançar a la final de la Copa del Rei de 2021, que l'equip va guanyar.
El 6 de febrer de 2022 va igualar, amb 593, el que va ser el seu company Carles Puyol com el cinquè jugador que més partits oficials ha jugat en la història del club i el 14 de març d'aquell any va assolir el 600 partits oficials amb el club.
El 3 de novembre del 2022, Piqué va anunciar que es retiraria després del partit de Lliga del Barcelona contra la UD Almeria el 5 de novembre.

## Internacional

### Selecció catalana
El 30 de desembre de 2011 va disputar amb la selecció catalana el Trofeu Catalunya Internacional 2011,  contra la selecció de Tunísia, un partit disputat a l'Estadi Olímpic Lluís Companys, que va acabar en empat a 0.
El 3 de gener de 2013 va disputar amb la selecció catalana el Trofeu Catalunya Internacional 2012,  contra la selecció de Nigèria, un partit disputat a l'Estadi de Cornellà-El Prat, que va acabar en empat a 1.
El 30 de desembre de 2013 va disputar amb la selecció catalana el Trofeu Catalunya Internacional 2013, un partit contra la selecció de Cap Verd, un partit disputat a l'Estadi Olímpic Lluís Companys de Barcelona, que va acabar amb victòria de la selecció catalana per 4 gols a 1.
El 25 de març de 2019 va disputar amb la selecció catalana el partit contra Veneçuela, que va acabar amb victòria catalana per 2 a 1, a Montilivi.

### Selecció espanyola
El 27 de maig de 2013, entrà a la llista de 26 preseleccionats per Vicente del Bosque per disputar la Copa Confederacions 2013, i posteriorment el 2 de juny, entrà a la llista definitiva de convocats per aquesta competició.
El 31 de maig de 2014 entrà a la llista de 23 seleccionats per Vicente del Bosque per participar en la Copa del Món de Futbol de 2014; aquesta serà la seva segona participació en un mundial. En cas que la selecció espanyola, la campiona del món del moment, guanyés novament el campionat, cada jugador cobraria una prima de 720.000 euros, la més alta de la història, 120.000 euros més que l'any anterior.
A l'acabar el mundial de futbol a Rússia (2018) va anunciar que deixava la selecció.

## Estil de joc
Piqué és un defensa modern i dominant, que combina la força i la capacitat d'encarar amb una bona tècnica i una bona passada. Per la seva altura i els seus atributs físics, és bo en el joc aeri. Encara que es desenvolupa principalment com a central, és un jugador tàcticament versàtil que pot jugar com a migcampista defensiu, posició en què es va iniciar en la seva joventut; també s'ha desenvolupat com a lliure de vegades, mostrant similituds amb la llegenda alemanya Franz Beckenbauer, per la qual cosa s'ha guanyat el sobrenom de Piquénbauer. També se sap que utilitza la seva altura com una amenaça ofensiva addicional avançant cap a posicions més ofensives, sovint funcionant com un davanter auxiliar, en particular si el seu equip va en desavantatge durant els partits. La seva habilitat amb la pilota i la seva capacitat per llegir el joc li van permetre formar una eficaç parella de centrals amb el més físic Carles Puyol, tant al Barça com a la selecció d'Espanya. No obstant això, malgrat el seu talent en la joventut, també va ser acusat inicialment per alguns experts de ser propens a cometre errors en defensa i ha estat criticat de vegades per la seva inconsistència i manca de ritme. Considerat un dels millors defenses del futbol mundial pels experts, el 2018, el seu antic company de defensa Puyol va descriure Piqué com "el millor central del món", a causa del seu desenvolupament personal com a jugador quant a la seva intel·ligència, lideratge, sentit posicional, compostura i anticipació.

## Vida personal
Des del 2011 fins al 2022, Piqué va mantenir una relació amb la cantautora colombiana Shakira. Es van conèixer quan ell va aparèixer en el vídeo musical del seu senzill "Waka Waka (This Time for Africa)", la cançó oficial de la Copa Mundial de la FIFA 2010. Piqué i Shakira comparteixen la mateixa data de naixement, amb deu anys de diferència i junts tenen dos fills. El juny de 2022, la parella va confirmar en un comunicat conjunt la seva separació.
Piqué va ser la imatge de la línia masculina de Mango HE durant quatre campanyes consecutives entre 2011 i 2012. El 2012, va prestar la seva veu a la versió catalana de Pirates! com el Rei Pirata.

### Negocis
Piqué és el fundador i president de Kosmos Holding, un grup d'inversió en esports i mitjans de comunicació que va engegar amb Hiroshi Mikitani (fundador i president de Rakuten, Inc.), Edmund Chu, Nullah Sarker i Mike Evans. Kosmos ha arribat a un acord amb la Federació Internacional de Tennis per a una associació de 25 anys i 3.000 milions de dòlars que transformarà la Copa Davis i generarà importants ingressos per al desenvolupament del tennis mundial. L'agost del 2018, el multimilionari nord-americà Larry Ellison va publicar una carta pública en què afirmava que s'unia al grup Kosmos.
El desembre del 2018, a través de Kosmos Holding, Piqué va comprar el club de futbol andorrà FC Andorra. El 21 de maig del 2022, l'equip va pujar a Segona Divisió després de guanyar a casa el ja descendit UCAM Múrcia (1-0), aconseguint així l'ascens a la segona categoria per primera vegada en la seva història. El juliol del 2019, Piqué va aconseguir una participació majoritària en un altre club de futbol català: el Gimnàstic Manresa. L'adquisició també es va completar amb la seva empresa Kosmos Holding. Al desembre de 2020, Piqué va invertir en el joc de futbol fantàstic Sorare. Kosmos va comprar els drets de retransmissió a Espanya de la Copa Amèrica 2021 en associació amb l'streamer Ibai Llanos, i el 2021 ell i Ibai van fundar i es van convertir en copropietaris de l'equip d'esports KOI. L'equip d'esports va acabar adquirint la majoria de Rogue, cosa que fa que l'equip de Piqué competeixi al Campionat Europeu de League of Legends.

## Estadístiques
Actualitzat a l'últim partit jugat el 1 de novembre de 2022.
| Club                              | Temporada     | Lliga   | Lliga | Copa    | Copa | Copa de la Lliga | Copa de la Lliga | Competicions Europees | Competicions Europees | Altres  | Altres | Total   | Total |
| Club                              | Temporada     | Partits | Gols  | Partits | Gols | Partits          | Gols             | Partits               | Gols                  | Partits | Gols   | Partits | Gols  |
| --------------------------------- | ------------- | ------- | ----- | ------- | ---- | ---------------- | ---------------- | --------------------- | --------------------- | ------- | ------ | ------- | ----- |
| Manchester United FC · Anglaterra | 2004–05       | –       | –     | 1       | 0    | 1                | 0                | 1                     | 0                     | –       | –      | 3       | 0     |
| Manchester United FC · Anglaterra | 2005–06       | 3       | 0     | 2       | 0    | 2                | 0                | –                     | –                     | –       | –      | 7       | 0     |
| Reial Saragossa (cedit) · Aragó   | 2006–07       | 22      | 2     | 6       | 1    | –                | –                | –                     | –                     | –       | –      | 28      | 3     |
| Manchester United FC · Anglaterra | 2007–08       | 9       | 0     | 0       | 0    | 1                | 0                | 3                     | 2                     | –       | –      | 13      | 2     |
| Manchester United FC · Anglaterra | Total club    | 12      | 0     | 3       | 0    | 4                | 0                | 4                     | 2                     | –       | –      | 23      | 2     |
| FC Barcelona · Catalunya          | 2008–09       | 25      | 1     | 6       | 1    | –                | –                | 14                    | 1                     | –       | –      | 45      | 3     |
| FC Barcelona · Catalunya          | 2009–10       | 32      | 2     | 1       | 0    | –                | –                | 11                    | 2                     | 5       | 0      | 49      | 4     |
| FC Barcelona · Catalunya          | 2010–11       | 31      | 3     | 7       | 0    | –                | –                | 12                    | 1                     | 1       | 0      | 51      | 4     |
| FC Barcelona · Catalunya          | 2011–12       | 22      | 2     | 8       | 0    | –                | –                | 5                     | 0                     | 3       | 0      | 38      | 2     |
| FC Barcelona · Catalunya          | 2012–13       | 28      | 2     | 4       | 1    | –                | –                | 10                    | 0                     | 2       | 0      | 44      | 3     |
| FC Barcelona · Catalunya          | 2013–14       | 26      | 2     | 2       | 0    | –                | –                | 9                     | 2                     | 2       | 0      | 39      | 4     |
| FC Barcelona · Catalunya          | 2014–15       | 27      | 5     | 6       | 1    | –                | –                | 11                    | 1                     | –       | –      | 44      | 7     |
| FC Barcelona · Catalunya          | 2015–16       | 30      | 2     | 5       | 2    | –                | –                | 7                     | 1                     | 4       | 0      | 46      | 5     |
| FC Barcelona · Catalunya          | 2016–17       | 25      | 2     | 7       | 0    | –                | –                | 8                     | 1                     | 1       | 0      | 41      | 3     |
| FC Barcelona · Catalunya          | 2017–18       | 28      | 2     | 8       | 1    | –                | –                | 9                     | 1                     | 2       | 0      | 47      | 4     |
| FC Barcelona · Catalunya          | 2018-19       | 35      | 4     | 5       | 0    | —                | —                | 11                    | 2                     | 1       | 1      | 52      | 7     |
| FC Barcelona · Catalunya          | 2019-20       | 35      | 1     | 2       | 0    | —                | —                | 7                     | 0                     | 1       | 0      | 45      | 1     |
| FC Barcelona · Catalunya          | 2020-21       | 18      | 0     | 2       | 1    | —                | —                | 3                     | 2                     | 0       | 0      | 23      | 2     |
| FC Barcelona · Catalunya          | 2021-22       | 27      | 1     | 2       | 0    | —                | —                | 10                    | 2                     | 1       | 0      | 40      | 3     |
| FC Barcelona · Catalunya          | 2022-23       | 5       | 0     | 0       | 0    | —                | —                | 4                     | 0                     | 0       | 0      | 9       | 0     |
| FC Barcelona · Catalunya          | Total club    | 396     | 29    | 65      | 7    | —                | —                | 133                   | 15                    | 21      | 1      | 615     | 52    |
| Total carrera                     | Total carrera | 430     | 31    | 74      | 8    | 4                | 0                | 137                   | 17                    | 21      | 1      | 666     | 57    |

## Palmarès

### Manchester United
- 1 Lliga de Campions de la UEFA (2007-08)
- 1 Premier League / Lliga anglesa (2007-08)
- 1 Copa de la Lliga anglesa (2006)

### FC Barcelona
- 3 Campionats del Món de Clubs: 2009, 2011[65] i 2015[66]
- 3 Supercopes d'Europa: 2009,[5] 2011, 2015[13]
- 3 Lligues de Campions de la UEFA: 2008-09, 2010-11, 2014-15[67]
- 6 Supercopes d'Espanya: 2009, 2010, 2011, 2013,[68] 2016[69] i 2018[70]
- 9 Lligues espanyoles: 2008-09, 2009-10, 2010-11, 2012-13, 2014-15,[71] 2015-16,[72] 2017-18,[73] 2018-19[74] i 2022-23[75]
- 7 Copes del Rei: 2008-09, 2011-12, 2014-15,[76] 2015-16[77] 2016-17,[78] 2017-18[79] i 2020–21[80]

### Selecció espanyola
- 1 Campionat d'Europa de Futbol sub-19 de la UEFA (2006)
- 1 Copa del Món (2010)
- 1 Eurocopa (2012)
- Equip Ideal de l'Eurocopa 2012[81]

### Individual
- Millor jugador revelació de la Lliga: 2008-09
- Millor defensa de la Lliga: 2009-10
- Equip de la temporada de la Lliga: 2014–15, 2015–16[82]
- Equip de la temporada de la Lliga de Campions: 2014–15[83]
- Equip del Campionat d'Europa de futbol: 2012
- Equip de l'any de la UEFA: 2010, 2011, 2012, 2015, 2016
- Globe Soccer Awards - Premi a la trajectòria esportiva: 2020[84]
- Esportista català de l'any: 2015

#### Condecoracions
- Reial Orde del Mèrit Esportiu: 2011[85]